# Mohria achilleifolia
Mohria achilleifolia là một loài dương xỉ trong họ Anemiaceae. Loài này được Lowe mô tả khoa học đầu tiên năm 1862.
Danh pháp khoa học của loài này chưa được làm sáng tỏ. 